# Innocenci IV
El papa Innocenci IV (llatí: Innocentius IV ;vers  1195 - 7 de desembre de 1254), nascut Sinibaldo Fieschi , va ser papa de l'Església Catòlica i governant dels Estats Pontificis des del 25 de juny de 1243 fins a la seva mort el 1254.
Fieschi va néixer a Gènova i va estudiar a les universitats de Parma i Bolonya. Va ser considerat en el seu dia i per la posteritat com un bon canonista. A força d'aquesta reputació, va ser cridat a la cúria romana pel papa Honori III. El papa Gregori IX el va nomenar cardenal i el va nomenar governador d'Ancona el 1235. Fieschi va ser elegit papa el 1243 i va prendre el nom d'Innocenci IV. Va heretar una disputa en curs sobre les terres confiscades pel Sacre Emperador Romanogermànic, i l'any següent va viatjar a França per fugir dels complots imperials contra ell a Roma. Va tornar a Roma el 1250 després de la mort de l'emperador Frederic II.
El 15 de maig de 1252 promulgà la butlla Ad extirpanda que autoritzava la tortura contra els heretges, equiparant-los als delinqüents corrents.

## Biografia

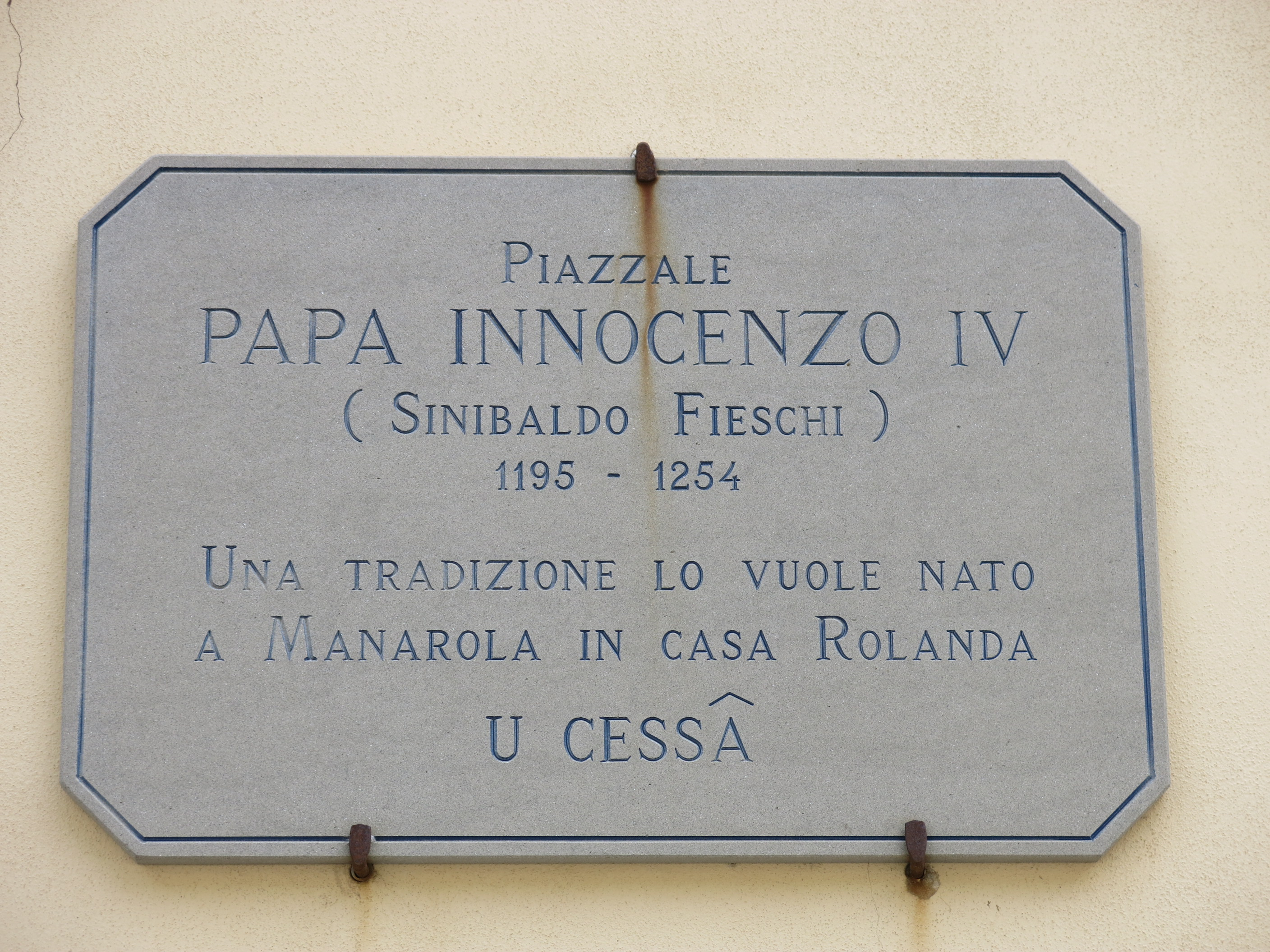
La plaça de Manarola porta el nom d'Innocenci IV

Nascut a Gènova (tot i que algunes fonts diuen Manarola) en un any desconegut, Sinibaldo era fill de Beatrice Grillo i d'Ugo Fieschi, comte de Lavagna. Els Fieschi eren una família de comerciants nobles de Ligúria. Sinibaldo va rebre la seva educació a les universitats de Parma i Bolonya i podria haver ensenyat dret canònic, durant un temps, a Bolonya. El fet és qüestionat, encara que, com van assenyalar altres, no hi ha proves documentals de la seva posició docent. De 1216 a 1227 va ser canonge de la catedral de Parma. Va ser considerat un dels millors canonistes del seu temps, Va escriure l' Apparatus in quinque libros decretalium, un comentari sobre els decrets papals. Va ser cridat per servir el papa Honori III a la cúria romana on va ascendir ràpidament a través de la jerarquia. Va ser Auditor causarum, de l'11 de novembre de 1226 al 30 de maig de 1227. Després va ser ascendit ràpidament al càrrec de vicecanceller de la Santa Església Romana (del 31 de maig al 23 de setembre de 1227), tot i que va conservar el càrrec i el títol durant un temps després de ser nomenat cardenal.

### Cardenal
Mentre era vicecanciller, Fieschi va ser nomenat cardenal prevere de San Lorenzo in Lucina el 18 de setembre de 1227 pel papa Gregori IX (1227–1241). Més tard va exercir com a governador papal de la Marca d'Ancona, des del 17 d'octubre de 1235 fins a 1240 .
Fonts del segle xvii en endavant van informar que es va convertir en bisbe d'Albenga el 1235, però fonts posteriors van qüestionar aquesta afirmació. No hi ha cap testimoniatge d'això en cap de les fonts contemporànies, mentre que hi ha constància que la seu d'Albenga va ser ocupada per un tal bisbe Simó des del 1230 fins al 1255.
El predecessor immediat d'Innocenci va ser el papa Celestí IV, elegit el 25 d'octubre de 1241, el regnat del qual va durar només quinze dies. Els esdeveniments del pontificat d'Innocenci IV estan, doncs, inextricablement lligats a les polítiques que dominaven els regnats dels papes Innocenci III, Honori III i Gregori IX.
Gregori IX havia exigit la devolució de terres pertanyents als Estats Pontificis que havien estat apoderades per l'emperador Frederic II. El Papa havia convocat un concili general per demanar la destitució de l'emperador amb el suport dels líders de l'Església d'Europa. Tanmateix, amb l'esperança d'intimidar la cúria, Frederic s'havia apoderat de dos cardenals que viatjaven al concili. En ser empresonats, els dos es van perdre el conclave que ràpidament va triar Celestí IV. El conclave es va tornar a reunir després de la mort de Celestí es va dividir en faccions que recolzen polítiques contrastades sobre com tractar l'emperador.

### Nou papa, mateix emperador
Després d'un any i mig de polèmica i coacció, el conclave papal va arribar finalment a una decisió unànime. L'elecció va recaure en el cardenal Sinibaldo de' Fieschi, que va acceptar de mala gana l'elecció com a Papa el 25 de juny de 1243, prenent el nom d'Innocenci IV. Com a cardenal, Sinibaldo havia estat en termes amistosos amb l'emperador Frederic II, fins i tot després de l'excomunió d'aquest últim. L'emperador admirava molt la saviesa del cardenal, havent gaudit de les discussions amb ell de tant en tant.
Després de les eleccions, l'enginyós Frederic va comentar que havia perdut l'amistat d'un cardenal però que s'havia guanyat l'enemistat d'un papa.
Malgrat la seva broma, la carta de Frederic al nou pontífex va ser respectuosa, felicitant el nou Papa i desitjant-li èxits. També va expressar l'esperança d'una solució amistosa de les diferències entre l'imperi i el papat. Les negociacions van començar poc després però no van tenir èxit. Innocent es va negar a fer marxa enrere davant les seves demandes i Frederic es va negar a acceptar. La disputa va continuar sobretot sobre la restitució de la Llombardia al Patrimoni de Sant Pere.
Les maquinacions de l'emperador van despertar una gran quantitat de sentiments antipapals a Itàlia, especialment als Estats Pontificis, i els agents imperials van encoratjar conspiracions contra el domini papal. Adonant-se que era cada cop més insegur a Roma, Innocenci IV es va retirar en secret i precipitadament, fugint de Roma el 7 de juny de 1244. Viatjant disfressat, va anar a Sutri i després al port de Civitavecchia, i d'allà a Gènova, el seva lloc de naixement, on va arribar el 7 de juliol. El 5 d'octubre va fugir d'allà a França, on va ser acollit amb joia. Dirigit-se a Lió, on va arribar el 29 de novembre de 1244, Innocent va ser rebut cordialment pels magistrats de la ciutat.
Innocent estava ara segur i fora de l'abast de Frederic II. En un sermó el 27 de desembre de 1244, va convocar tants bisbes com poguessin arribar a Lió (fins i tot van arribar 140 bisbes) per assistir al que va ser el XIII Concili General (Ecumènic) de l'Església, el primer que es va celebrar a Lió. Els bisbes es van reunir per a tres sessions públiques: el 28 de juny, el 5 de juliol i el 17 de juliol de 1245. El seu propòsit principal era guanyar-se a l'emperador Frederic II.

#### El Primer Consell de Lió

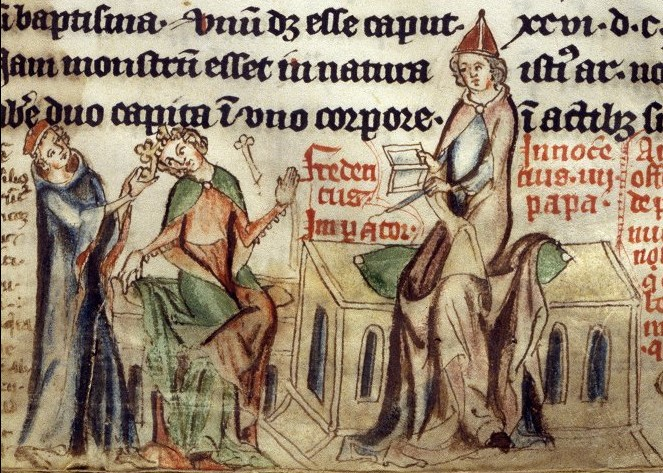
Miniatura del que representa l'excomunió de l'emperador Frederic II pel papa Innocenci IV

El Primer Concili de Lió de 1245 va tenir menys participants de qualsevol Concili General anterior. No obstant això, hi assistiren tres patriarques i l'emperador llatí de Constantinoble, juntament amb uns 150 bisbes, la majoria prelats de França i Espanya. Van venir ràpidament i Innocent va poder confiar en la seva ajuda. Els bisbes de la resta d'Europa fora d'Espanya i França temien la venjança de l'emperador Frederic II, mentre que molts altres bisbes van ser impedits per assistir-hi ja sigui per les invasions dels mongols (tàrtars) a l'Extrem Orient o les incursions musulmanes a l'Orient Mitjà. El bisbe de Belgorod a Rússia, Pere, va assistir i va proporcionar informació sobre els mongols a través del Tractatus de ortu Tartarorum.
Durant la sessió, la posició de Frederic II va ser defensada per Taddeo de Suessa, que va renovar en nom del seu mestre totes les promeses fetes abans, però es va negar a donar les garanties que el papa demanava. El concili va acabar el 17 de juliol amb els pares deposant i excomunicant solemnement l'emperador, mentre absolien tots els seus súbdits de la seva lleialtat.

#### Després de Lió
Els actes del concili de Lió van inflamar el conflicte polític arreu d'Europa. La tensió va disminuir només amb la mort de l'emperador Frederic II el desembre de 1250: això va eliminar l'amenaça a la vida d'Innocenci i va permetre el seu retorn a Itàlia. Innocenci IV no va reconèixer Conrad IV d'Alemanya i va sortir de Lió el 19 d'abril de 1251 i excomunicà Conrad. i va arribar a Gènova el 18 de maig. L'1 de juliol Innocenci es trobava a Milà, acompanyat només de tres cardenals i del patriarca llatí de Constantinoble. S'hi va quedar fins a mitjans de setembre, quan va començar una gira d'inspecció per Llombardia, en direcció a Bolonya. En octubre de 1251 Conrad es dirigí a Itàlia des d'Ístria amb una flota pisana per intentar imposar-se al regne de Sicília, presa de lluites entre güelfs i gibel·lins.
El 5 de novembre Innocenci va arribar a Perusa. Entre 1251 i 1253, el Papa es va quedar a Perusa fins que va ser segur per a ell portar la cort papal de tornada a Roma. Finalment va tornar a veure Roma la primera setmana d'octubre de 1253. Va sortir de Roma el 27 d'abril de 1254, cap a Assís i després Anagni. Immediatament es va ocupar de la successió a les possessions de Frederic II, tant com a emperador alemany com a rei de Sicília. En ambdós casos, Innocenci va continuar la política d'oposició del papa Gregori IX als Hohenstaufen, donant suport a qualsevol partit contrari que es pogués trobar. Aquesta política va embolicar Itàlia en un conflicte rere un altre durant les tres dècades següents. El mateix Innocenci IV, seguint l'exèrcit papal que buscava destruir el fill de Frederic, Manfred, va morir a Nàpols el 7 de desembre de 1254.
Mentre era a Perusa, el 15 de maig de 1252, Innocenci IV va emetre la butlla papal Ad extirpanda, composta per trenta-vuit "lleis". Va aconsellar a les autoritats civils a Itàlia que tractessin els heretges com a delinqüents, i va autoritzar la tortura sempre que es fes "sense matar-los ni trencar-los els braços o les cames" per obligar-los a revelar els seus secrets, "ja que els lladres i lladres de béns materials són obligats a acusar els seus còmplices. i confessar els crims que han comès."

Innocenci IV (1243–1254) va ser probablement el primer papa que va utilitzar armes personals.

#### Sobirà de prínceps i reis
Com Innocenci III abans d'ell, Innocenci IV es veia com el vicari de Crist, el poder del qual estava per sobre dels reis terrenals. Innocent, per tant, no tenia cap objecció a intervenir en qüestions purament seculars. Va nomenar Afons III administrador de Portugal i va prestar la seva protecció a Ottokar, fill del rei de Bohèmia. El Papa fins i tot es va fer costat al rei Enric III contra els nobles i els bisbes d'Anglaterra, malgrat l'assetjament del rei a Edmund Rich, l'arquebisbe de Canterbury i primat de tota Anglaterra, i la política reial de lliurar els ingressos d'un bisbat o benefici vacant a les arques reials, en lloc de lliurar-les a un Administrador papal (generalment un membre de la Cúria) o a un recaptador papal d'ingressos, o lliurades directament al Papa.
També en el cas dels mongols, Innocent va sostenir que ell, com a vicari de Crist, podia fer acceptar el seu domini als no cristians i fins i tot el càstig exacte si violaven els manaments no centrats en Déu dels Deu Manaments. Aquesta política es va mantenir més en teoria que en la pràctica i finalment va ser repudiada segles més tard.

#### Les Croades del Nord
Poc després de l'elecció d'Innocenci IV al papat, l'orde Teutònic va demanar el seu consentiment per a la repressió de la rebel·lió prussiana i per a la seva lluita contra els lituans. En resposta el Papa va emetre el 23 de setembre de 1243 la butlla papal Qui iustis causis, autoritzant les croades a Livònia i Prússia. La butlla va ser reeditada per Innocenci i els seus successors l'octubre de 1243, març de 1256, agost de 1256 i agost de 1257.

#### Vicari de Crist

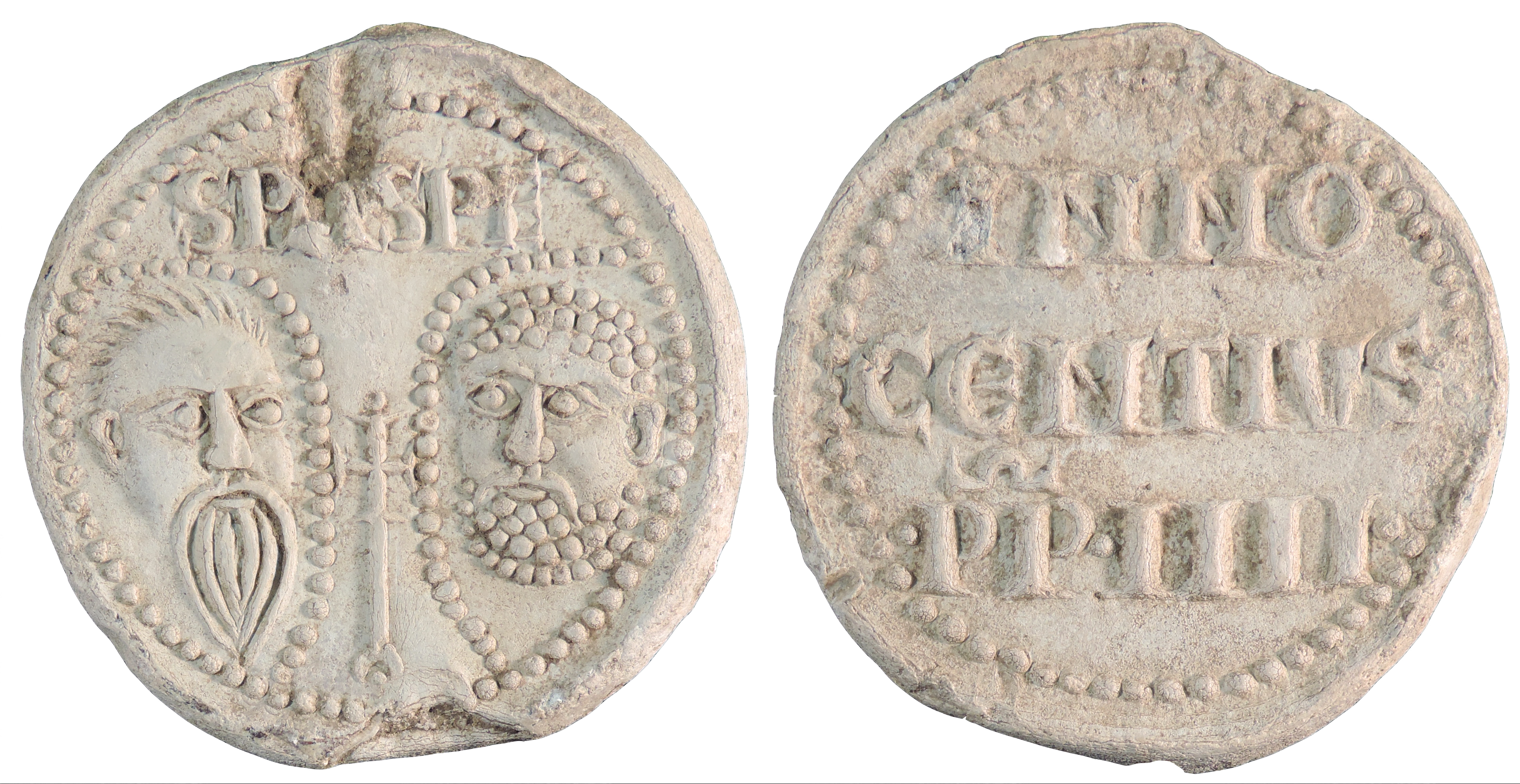
Bulla papal d'Innocenci IV

La preocupació papal pels assumptes imperials i els prínceps seculars va fer que altres assumptes patissin. D'una banda, es va descuidar el govern intern dels Estats Pontificis. La fiscalitat va augmentar en proporció al descontentament dels habitants. D'altra banda, la condició espiritual de l'Església va suscitar preocupacions. Innocent va intentar prestar atenció a aquest últim mitjançant diverses intervencions.

#### Canonitzacions
El 1246 Edmund Rich, antic arquebisbe de Canterbury (mort el 1240), va ser declarat sant. El 1250 Innocenci va proclamar de manera semblant la piadosa reina Margarida (morta el 1093), esposa del rei Malcolm III d'Escòcia, una santa. El sacerdot dominic Pere de Verona, martiritzat pels heretges albigesos el 1252, va ser canonitzat, així com Estanislau de Szczepanów, arquebisbe polonès de Cracòvia , tots dos el 1253.

#### Els nous ordes
L'agost de 1253, després de molta preocupació per la insistència de l'orde en la pobresa absoluta, Innocenci va aprovar finalment la regla de la Segona Ordre dels Franciscans, les monges clarisses, fundada per santa Clara d'Assís, amiga de sant Francesc.

#### El concepte dePersona ficta
En un desenvolupament que sens dubte va tenir un impacte considerable en les ordres religioses emergents, sovint se li atribueix a Innocenci IV la seva ajuda a crear la idea de personalitat jurídica, persona ficta tal com es va escriure originalment, que ha donat lloc a la idea de personalitat corporativa. Aleshores, això va permetre que monestirs, universitats i altres entitats actuessin com una sola entitat jurídica, facilitant la continuïtat de la seva existència corporativa. Els monjos i frares compromesos individualment amb la pobresa podrien formar part, tanmateix, d'una organització que pogués ser propietari d'infraestructures. Aquestes institucions, com a "persones fictícies", no podrien ser excomunicades ni considerades culpables d'un delicte, és a dir, de la negligència d'una acció que no s'exigeix contractualment. Això significava que el càstig dels individus dins d'una organització reflectiria menys en l'organització en si que si es digués que la persona que dirigeix aquesta organització la posseïa en lloc de ser-ne un constituent i, per tant, el concepte pretenia proporcionar estabilitat institucional.

#### Compromís sobre el Talmud
Possiblement motivat per la persistència de moviments heretges com els albigesos, un papa anterior, Gregori IX (1227–1241), havia emès cartes el 9 de juny de 1239, ordenant a tots els bisbes de França que confisquessin tots els Talmuds en poder dels jueus. Els agents havien d'atacar cada sinagoga el primer dissabte de Quaresma de 1240, i s'apoderarien dels llibres, posant-los sota la custòdia dels dominics o dels franciscans. El bisbe de París va rebre l'ordre de vetllar perquè les còpies del mandat del Papa arribessin a tots els bisbes de França, Anglaterra, Aragó, Navarra, Castella i Lleó i Portugal. El 20 de juny de 1239, hi va haver una altra carta, adreçada al bisbe de París, al prior dels dominics i al ministre dels franciscans, demanant la crema de totes les còpies del Talmud, i s'havien de visitar qualsevol obstruccionista. amb censures eclesiàstiques. El mateix dia, el Papa va escriure al rei de Portugal ordenant-li que vetllés perquè totes les còpies del Talmud fossin confiscades i lliurades als dominics o franciscans. A causa d'aquestes cartes, el rei Lluís IX de França va celebrar un judici a París el 1240, que finalment va declarar el Talmud culpable de 35 presumptes càrrecs; es van cremar 24 carretes de còpies del Talmud.
Inicialment, Innocenci IV va continuar la política de Gregori IX. En una carta del 9 de maig de 1244, va escriure al rei Lluís IX, ordenant que el Talmud i tots els llibres amb gloses talmúdiques fossin examinats pels Doctors Regents de la Universitat de París, i si fos condemnat per ells, fossin cremats. Tanmateix, es va presentar un argument que aquesta política era una negació de la postura tradicional de tolerància de l'Església cap al judaisme. El 5 de juliol de 1247, el papa Innocenci va escriure als bisbes de França i d'Alemanya per dir-los que perquè tant eclesiàstics com laics saquejaven il·legalment les propietats dels jueus, i afirmant falsament que en temps de Pasqua sacrificaven i menjaven el cor dels nens petits, els bisbes haurien de procurar que els jueus no fossin atacats ni molestats per aquestes o altres raons. Aquell mateix any 1247, en una carta del 2 d'agost a Lluís IX,el Papa va revertir la seva posició sobre el Talmud, ordenant que el Talmud fos censurat en lloc de cremar-lo. Malgrat l'oposició de figures com Odó de Châteauroux, cardenal bisbe de Tusculum i antic canceller de la Universitat de París, la política d'Innocenci IV va ser tanmateix continuada pels papes posteriors

#### Relacions amb els jueus

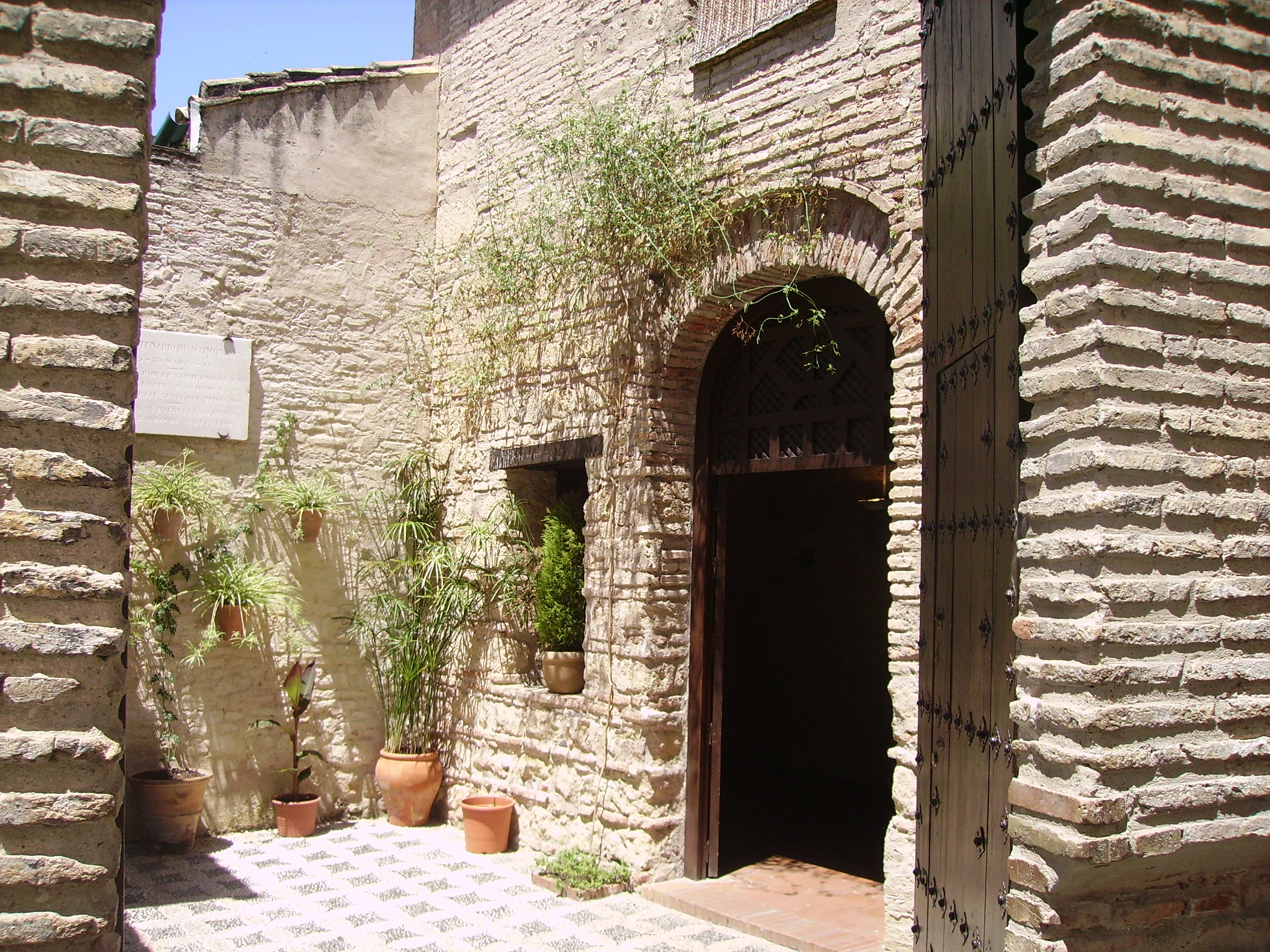
El pati de la Sinagoga de Còrdova.

L'abril de 1250 (5 Iyar r), Innocenci IV va ordenar al bisbe de Còrdova que actués contra els jueus que estaven construint una sinagoga l'alçada de la qual no era acceptable per al clergat local. Els documents del regnat del papa Innocenci IV van registrar el ressentiment cap a una nova sinagoga congregacional destacada:
| « | Els jueus de Còrdova presumen temeràriament de construir una nova sinagoga d'alçada innecessària escandalitzant així els cristians fidels, per això... us manem [vos]... que feu complir l'autoritat del vostre càrrec contra els jueus en aquest sentit... | » |

#### Relacions diplomàtiques
Relacions amb els portuguesos
Innocenci IV va ser responsable de l'eventual deposició del rei Sanç II de Portugal a petició del seu germà Afonso (més tard rei Alfons III). Un dels arguments que va utilitzar contra Sanç II a la butlla Grandi non immerito va ser la condició de Sanç com a menor en heretar el tron del seu pare Afons II.
Contactes amb els mongols

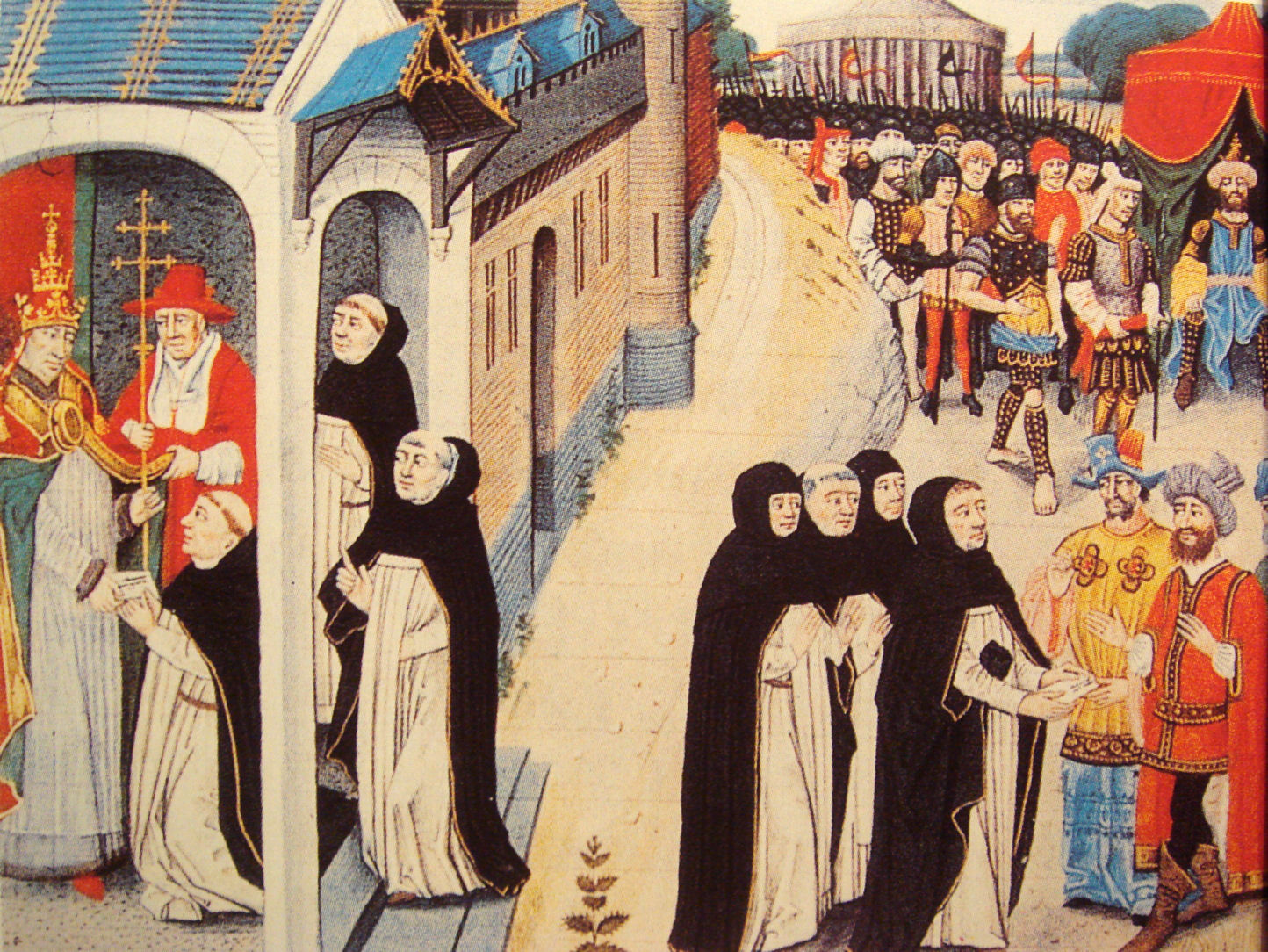
Ascelin de Llombardia rebent una carta del papa Innocenci IV i la remet al general mongol Baiju

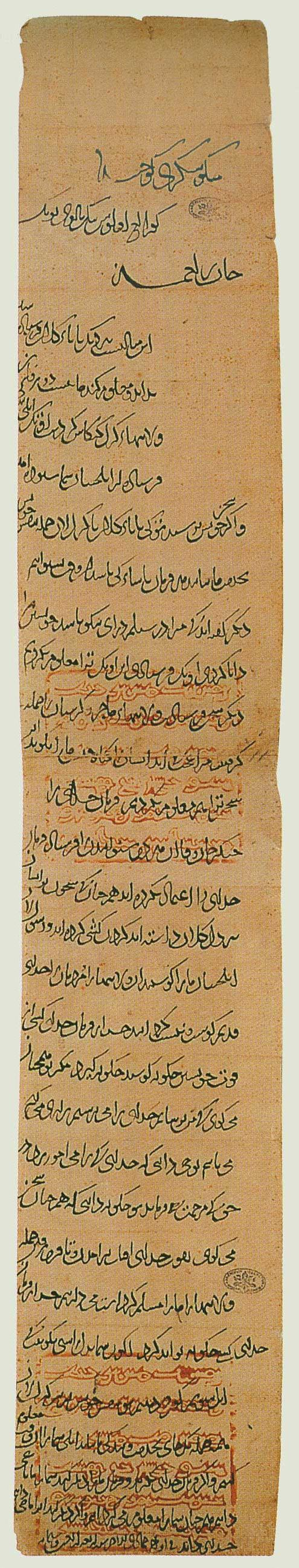
La carta de Güyük de 1246 al papa Innocenci IV

Les tendències bèl·liques dels mongols també afectaven al Papa, i el 1245, va emetre butlles i va enviar un nunci papal en la persona de Giovanni da Pian del Carpine (acompanyat de Benet el Polonès) a l'"Emperador dels Tàrtars". El missatge demanava al governant mongol que es fes cristià i que aturés la seva agressió contra Europa. El Khan Güyük va respondre l'any 1246 en una carta escrita en turc mixt persa que encara es conserva a la Biblioteca Vaticana, exigint la submissió del Papa i dels altres governants d'Europa.
L'any 1245 Innocenci havia enviat una altra missió, per una altra ruta, dirigida per Ascelin de Llombardia, portant també cartes. La missió es va reunir amb el governant mongol Baidju prop del mar Caspi el 1247. La resposta de Baichu va ser d'acord amb la de Güyük, però va ser acompanyada per dos enviats mongols a la seu papal a Lió, Aïbeg i Serkis. A la carta, Guyuk exigia que el Papa es presentés personalment a la seu imperial mongol, Karakorum, per tal que "podem fer-li sentir totes les ordres que hi ha del jasaq". El 1248 els enviats es van reunir amb Innocenci, que va fer una altra vegada una crida als mongols perquè aturés la seva mort de cristians.
Innocenci IV també enviaria altres missions als mongols el 1245, inclosa la d'André de Longjumeau i la possiblement avortada missió de Laurent de Portugal.

#### Política posterior
Malgrat altres preocupacions, els darrers anys de la vida d'Innocenci es van dirigir en gran part a esquemes polítics per englobar l'enderrocament de Manfred de Sicília, fill natural de Frederic II, a qui les ciutats i la noblesa havien rebut en la seva majoria com a successor del seu pare. Innocenci pretenia incorporar tot el Regne de Sicília als Estats Pontificis, però no tenia el poder econòmic i polític necessari. Per tant, després d'un acord fallit amb Carles d'Anjou, va investir Edmund Crouchback, el fill de nou anys del rei Enric III d'Anglaterra, amb aquest regne el 14 de maig de 1254.
El mateix any, Innocenci va excomunicar l'altre fill de Frederic II, Conrad IV, rei d'Alemanya, però aquest va morir pocs dies després de la investidura d'Edmund. Innocenci va passar la primavera de 1254 a Assís i després, a principis de juny, es va traslladar a Anagni, on va esperar la reacció de Manfred davant l'esdeveniment, sobretot tenint en compte que l'hereu de Conrad, Conradí, havia estat confiat a la tutela papal pel testament del rei Conrad. Manfred es va sotmetre, encara que probablement només per guanyar temps i contrarestar l'amenaça d'Edmund, i va acceptar el títol de vicari papal per al sud d'Itàlia. Innocent va poder gaudir, doncs, d'un moment en què era el sobirà reconegut, almenys en teoria, de la major part de la península. Innocenci va exagerar la seva mà, però, acceptant la lleialtat de la ciutat d'Amalfi directament al papat en comptes de no al Regne de Sicília el 23 d'octubre. Manfred immediatament, el 26 d'octubre, va fugir de Teano, on havia establert el seu quarter general, i es va dirigir a Lucera per reincorporar-se a les seves tropes sarraïnes.
Manfred no havia perdut el nervi, i va organitzar la resistència a l'agressió papal. Amb el suport de les seves fidels tropes sarraïnes, va començar a utilitzar la força militar per fer que els barons i les ciutats rebels se sotmetin a la seva autoritat com a regent del seu nebot.

#### Conflicte final
Adonant-se que Manfred no tenia intenció de sotmetre's al papat ni a ningú més, Innocenci i el seu exèrcit papal es van dirigir cap al sud des de la seva residència d'estiu a Anagni el 8 d'octubre, amb la intenció d'enfrontar-se a les forces de Manfred. El 27 d'octubre de 1254 el Papa va entrar a la ciutat de Nàpols. Va ser allà, en un llit de malalt, on Innocenci va saber parlar de la victòria de Manfred a Foggia el 2 de desembre contra les forces papals, dirigides pel nou llegat papal, el cardenal Guglielmo Fieschi, nebot del papa. Es diu que les notícies van precipitar la mort del papa Innocenci el 7 de desembre de 1254 a Nàpols. Del triomf al desastre havia trigat només uns mesos.
Poc després de l'elecció d'Innocenci com a papa, el seu nebot Opizzo havia estat nomenat patriarca llatí d'Antioquia. El desembre de 1251, Innocenci IV nomena un altre nebot, Ottobuono, cardenal diaca de S. Andriano. Ottobuono va ser posteriorment elegit papa Adrià V el 1276.
A la seva mort, Innocenci IV va ser succeït pel papa Alexandre IV (Rinaldo de' Conti).